# Cala Millor
Cala Millor är en by på Mallorcas östkust, cirka 70 km från Palma, och stor turistort. Staden är känd för sin två km långa strandremsa. De flesta turister är från Tyskland. Strax norr om Cala Millor ligger den mindre orten Cala Bona. 